# Pontelandolfo

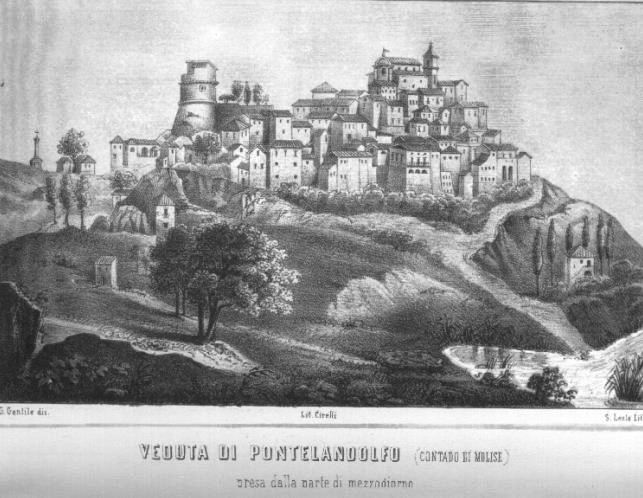
Pontelandolfo in einer Lithographie, 1850

Pontelandolfo ist eine italienische Gemeinde in der Region Kampanien in der Provinz Benevento mit 2003 Einwohnern (Stand 31. Dezember 2023). Sie ist Bestandteil der Bergkommune Comunità Montana Titerno e Alto Tammaro.

## Geographie

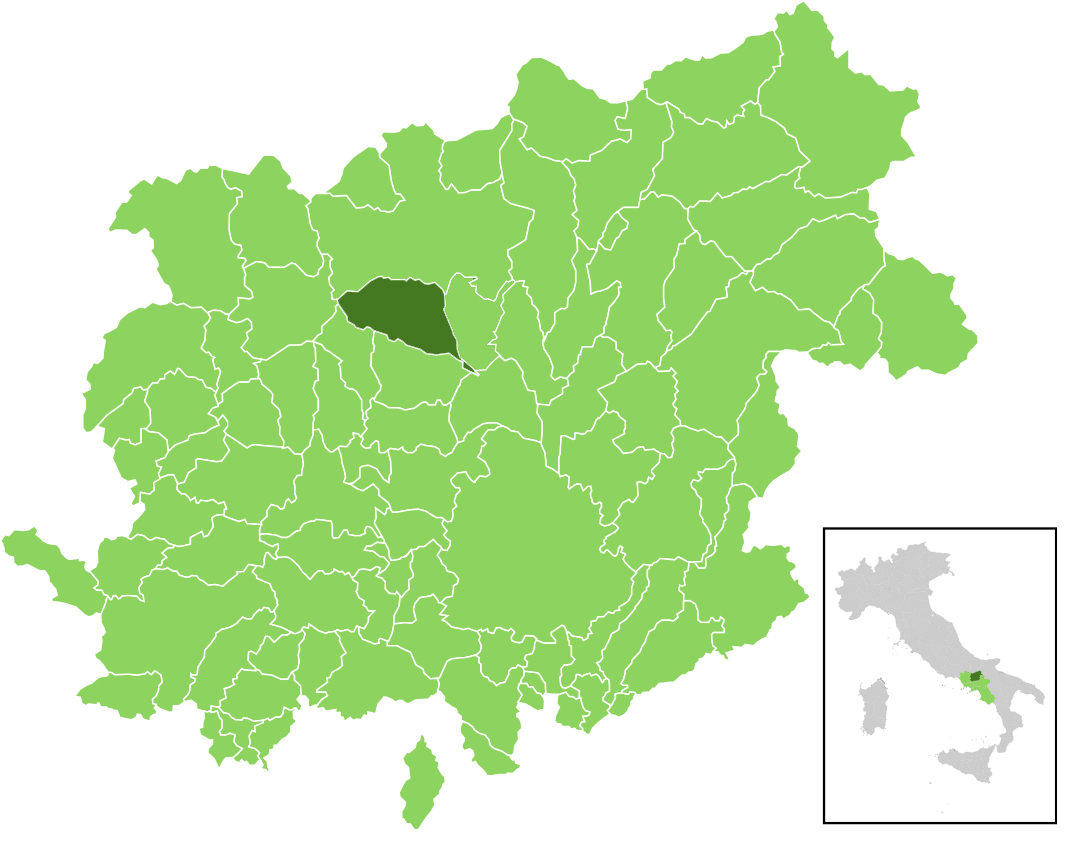
Lage von Pontelandolfo

Die Gemeinde liegt etwa 35 km nördlich der Provinzhauptstadt Benevento. Die Nachbargemeinden sind Campolattaro, Casalduni, Cerreto Sannita, Fragneto Monforte, Morcone und San Lupo. Die Ortsteile lauten Acqua del Campo, Carluni, Ciccotto, Giallonardo, Grotte, Guitto, Lena, Malepara, Marziello, Pianelle, Pontelandolfo Scalo, Pontenuovo, Santa Caterina, Santillo und Sorgenza.

## Wirtschaft
Die Gemeinde lebt hauptsächlich von dem Anbau von Wein, Oliven, Früchten und Getreide.

## Städtepartnerschaften
- Waterbury, USA
- Lissabon, Portugal

## Infrastruktur

### Straße
- Staatsstraße Benevento-Termoli

### Bahn
- Bahnstrecke Benevento–Campobasso

### Flug
- Flughafen Neapel